# Ligue Nationale de Basket
Ligue Nationale de Basket (LNBA) – profesjonalna liga koszykówki w Szwajcarii, podzielona na dwie dywizje A i B. Pierwsza z nich reprezentuje najwyższą klasę rozgrywkową w tym kraju. Funkcjonuje w oparciu o system awansów i spadków. 
Mistrzostwa kraju są rozgrywane od 1933 roku. W wyniku reorganizacji rozgrywek liga stała się profesjonalną w 2000 roku.

## Zespoły Dywizji A
- BC Winterthur
- Basket-club Boncourt
- Fribourg Olympic
- Les Lions de Genève
- Lugano Tigers
- BBC Monthey
- 5 Stelle SAM Basket Massagno
- Starwings Basket Regio Basel
- Swiss Central Basket
- Union Neuchâtel Basket

## Zespoły Dywizji B
- STB Bern-Giants
- CPE Meyrin Geneve
- BBC Nyon
- BBC Lausanne
- BCKE Wallabies
- Vevey Riviera Basket
- Villars Basket
- Grasshopper Club Zurich
- Groupe E Academie Fribourg U23
- Lugano Tigers U23
- Pully Basket
- Zürich Wildcats

## Mistrzowie Szwajcarii
- 1932-33  Uni Berno
- 1933-34  Servette
- 1934-35  Servette
- 1935-36  Servette
- 1936-37  Servette
- 1937-38  Urania Genewa
- 1938-39  Urania Genewa
- 1939-41 Nie rozgrywano
- 1941-42  Urania Genewa
- 1942-43  Urania Genewa
- 1943-44  Urania Genewa
- 1944-45  Urania Genewa
- 1945-46  CA Genewa
- 1946-47  Urania Genewa
- 1947-48  Urania Genewa
- 1948-49  Urania Genewa
- 1949-50  Urania Genewa
- 1950-51  Stade Français Genewa
- 1951-52  Sanas Merry Boys
- 1952-53  Jonction Genewa
- 1953-54  Jonction Genewa
- 1954-55  Jonction Genewa
- 1955-56  Jonction Genewa
- 1956-57  Jonction Genewa
- 1957-58  Jonction Genewa
- 1958-59  Urania Genewa
- 1959-60  Urania Genewa
- 1960-61  Stade Français Genewa
- 1961-62  Stade Français Genewa
- 1962-63  Stade Français Genewa
- 1963-64  Sanas Merry Boys
- 1964-65  Urania Genewa
- 1965-66  Urania Genewa
- 1966-67  Fribourg Olympic
- 1967-68  Urania Geneva
- 1968-69  Stade Français Genewa
- 1969-70  Stade Français Genewa
- 1970-71  Stade Français Genewa
- 1971-72  Fribourg Olympic
- 1972-73  Stade Français Genewa
- 1973-74  Fribourg Olympic
- 1974-75  Federale
- 1975-76  Federale
- 1976-77  Federale
- 1977-78  Fribourg Olympic
- 1978-79  Fribourg Olympic
- 1979-80  Viganello
- 1980-81  Fribourg Olympic
- 1981-82  Fribourg Olympic
- 1982-83  Nyon
- 1983-84  Vevey Riviera
- 1984-85  Fribourg Olympic
- 1985-86  Pully
- 1986-87  Pully
- 1987-88  Champel Genewa
- 1988-89  Pully
- 1989-90  Pully
- 1990-91  Vevey Riviera
- 1991-92  Fribourg Olympic
- 1992-93  Bellinzona (Fidefinanz)
- 1993-94  Bellinzona (Fidefinanz)
- 1994-95  Bellinzona (Fidefinanz)
- 1995-96  Monthey
- 1996-97  Fribourg Olympic
- 1997-98  Fribourg Olympic
- 1998-99  Fribourg Olympic
- 1999-00  Lugano Tigers
- 2000-01  Lugano Tigers
- 2001-02  Lugano Tigers
- 2002-03  Boncourt
- 2003-04  Boncourt
- 2004-05  Monthey
- 2005-06  Lugano Tigers
- 2006-07  Fribourg Olympic
- 2007-08  Fribourg Olympic
- 2008-09  Vacallo
- 2009-10  Lugano Tigers
- 2010-11  Lugano Tigers
- 2011-12  Lugano Tigers
- 2012-13  Lions Genewa
- 2013-14  Lugano Tigers
- 2014-15  Lions Genewa